# Pietro de Silvestri
Pietro de Silvestri, italijanski rimskokatoliški duhovnik in kardinal, * 13. februar 1803, Rovigo, † 19. november 1875.

## Življenjepis
15. marca 1858 je bil povzdignjen v kardinala in imenovan za kardinal-diakona Ss. Cosma e Damiano ter 27. septembra 1861 za kardinal-duhovnika S. Marco.